# Rechtliche Stellung des Cannabisgebrauchs in Kalifornien
Cannabis ist seit 1996 in Kalifornien legal für medizinische Zwecke, und seit 2018 auch für den Freizeitgebrauch.

## Rechtslage
Bereits 1972 wurde mit der Gesetzesinitiative Proposition 19 der erste Versuch unternommen, den Konsum von Cannabis zu legalisieren; dieser scheiterte jedoch. 1996 entschieden die Kalifornier in einer weiteren Volksabstimmung, der Proposition 215, den Cannabisgebrauch für medizinische Zwecke zu erlauben. Im weiteren Verlauf gab es verschiedene Initiativen, die die generelle Legalisierung des Cannabiskonsums zum Ziel hatten. Nachdem dies im Jahr 2010 in der Proposition 19 vom kalifornischen Wahlvolk noch abgelehnt worden war, hatte die Proposition 64, die 2016 stattfand, schließlich Erfolg. Die Umsetzung erfolgte ab dem 1. Januar 2018: Seither darf Cannabis an Personen, die mindestens 21 Jahre alt sind, in lizenzierten Läden verkauft werden. Der Besitz von bis zu einer Unze (28 Gramm) Marihuana ist legal, ebenso der Besitz von bis zu 8 Gramm Haschisch und der Anbau von bis 6 Cannabispflanzen. Der Besitz von Marihuana zu medizinischen Zwecken ist bis zu einer Menge von 8 Unzen (ca. 227 Gramm) legal.
2019 entschied ein Gericht, Gefängnisinsassen in Kalifornien dürften Cannabis besitzen, aber nicht konsumieren.
Das Recht auf Zugang zum medizinischen Cannabis für Patienten (SB 1186): Dieses Gesetz, das am 18. September 2022 vom Gouverneur unterschrieben wurde, verhindert, dass lokale Behörden die Auslieferung von medizinischem Cannabis verbieten. Der Zweck des neuen Gesetzes, das am 1. Januar 2024 in Kraft trat, ist es, Anbietern, die ausschließlich medizinische Lieferungen durchführen, zu ermöglichen, in Städten und Landkreisen zu arbeiten, die derzeit solche Lieferungen verhindern.
Die Nutzung von Cannabis am Ort des Erwerbs (On-Site-Consumption), ähnlich wie in einem Coffeeshop, ist möglich.

## Ökonomische Folgen
Das legalisierte Cannabis gilt als wichtiger Wirtschaftsfaktor des Landes. Der Umfang des legalen Cannabismarkts wird auf sieben Milliarden US-Dollar geschätzt, mit daraus resultierenden Steuereinnahmen von rund einer Milliarde US-Dollar. Fast zwei Drittel der gesamten legalen Hanfernte der USA stammt aus Kalifornien.

## Illegaler Anbau
Neben dem legalen Anbau gibt es weiterhin einen großen Markt für illegal angebautes Cannabis, das vorzugsweise auf Flächen angebaut wird, die dem Staat gehören. Diese illegalen Plantagen, auf denen jährlich Marihuana im Wert von etwa 31 Milliarden US-Dollar produziert wird, werden den mexikanischen Kartellen zugerechnet. Die Flächen werden von mexikanischen Arbeitern angelegt und auch unter Waffeneinsatz gegen Polizisten verteidigt. Der illegale Anbau geht mit erheblichen Umweltschäden einher, da die Cannabispflanzen in den abgelegenen Wäldern sehr viel Wasser benötigen und damit Quellen versiegen sowie weil zum Anbau auch verbotene Rodentizide eingesetzt werden, die die Tiere und das Wasser der Umgebung vergiften.